# Cenere

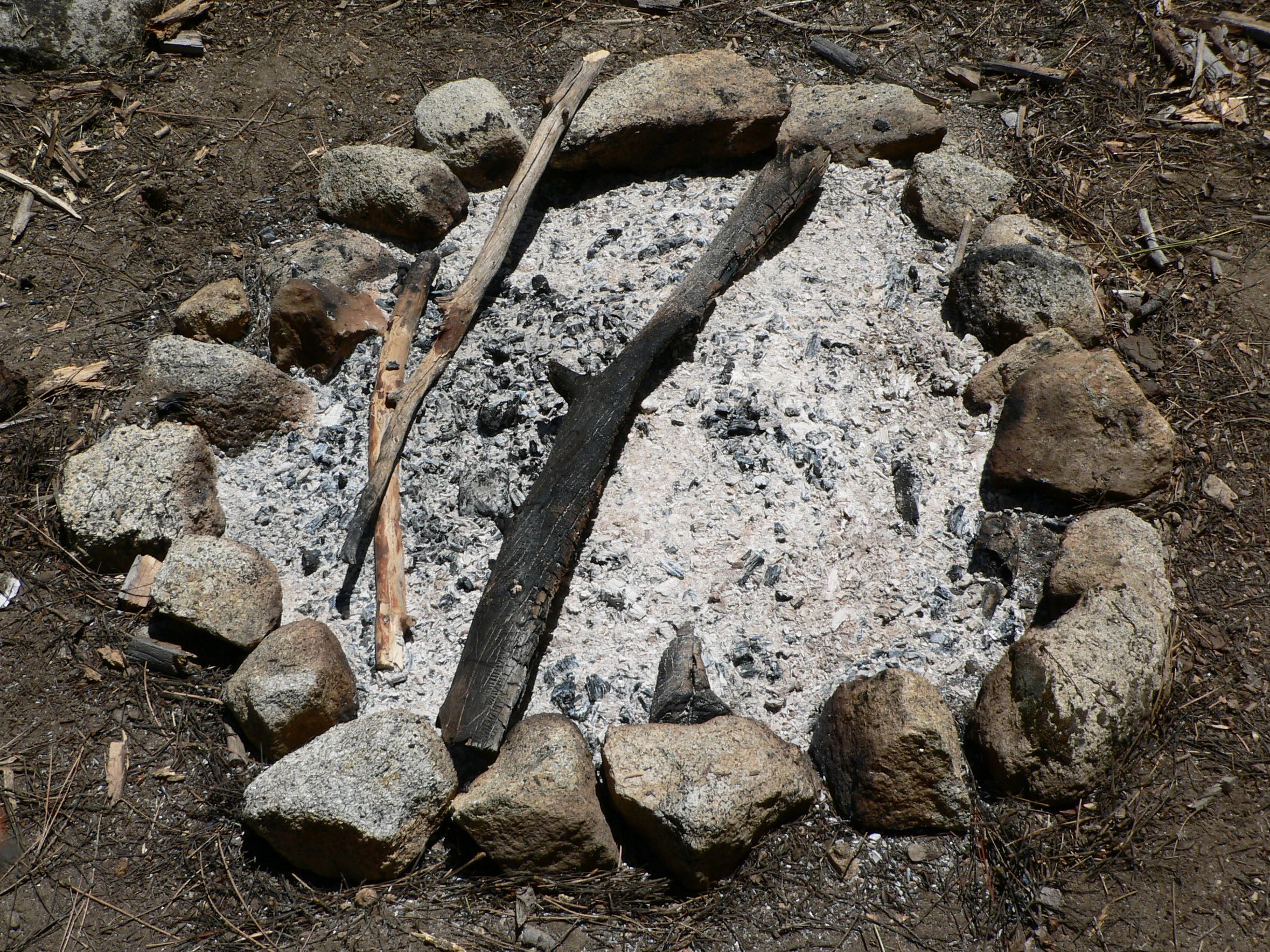
Cenere residua di un falò

La cenere è il residuo solido della combustione: è una polvere molto fine di colore grigio, in quasi tutte le tonalità, dal nerofumo ad un grigio chiarissimo, quasi bianco.
L'esatta composizione chimica della cenere varia a seconda del particolare tipo di combustibile da cui essa trae origine e della temperatura di combustione; in genere, è composta da sostanze fortemente ossidate e con temperature di fusione e vaporizzazione molto alte come i composti ionici dei metalli, in particolare carbonati e ossidi, e povera di composti degli elementi leggeri, ed è priva di acqua.
Essendo molto ricca di sali minerali la cenere di legna e/o di altre materie organiche è un ottimo fertilizzante per piante di ogni specie: in virtù di questa proprietà, si è sviluppato un modo di coltivare la terra sottraendola alla foresta vergine tramite l'incendio di una parte della stessa, causando il disboscamento e la distruzione in Malaysia, nel Borneo e in Sudamerica.

## Le ceneri in chimica analitica
In chimica analitica le ceneri rappresentano quella porzione di un campione, liquido o solido, di una sostanza o di un materiale che non brucia e non si trasforma in composti volatili durante la combustione.
Nel caso di un materiale vegetale le ceneri sono costituite dalla componente minerale della pianta, composta per la maggior parte da elementi indispensabili per la vita vegetale quali calcio, fosforo, potassio, sodio e magnesio.
I componenti del residuo fisso a 500° delle acque minerali possono essere assimilati a quelli delle ceneri di un materiale combustibile.

### Determinazione delle ceneri
Il tenore di ceneri viene espresso come percentuale del peso del campione esaminato. Esso viene determinato con una stufa termoregolata, una bilancia analitica di precisione e una capsula metallica o in porcellana atta a contenere il campione da analizzare. Dopo essere stato pesato, il campione viene mantenuto per due o tre ore ad una temperatura di 520 – 550 °C fino al suo completo incenerimento, quindi viene nuovamente pesato e la percentuale di ceneri può essere ricavata con la formula:
{\displaystyle {\mbox{ceneri}}\;(\%)={\frac {P^{\prime }}{P}}\,{100}}
dove:
- P': peso in grammi del campione dopo l'incenerimento;
- P: peso in grammi del campione prima dell'incenerimento.

## La cenere di legna utilizzata come fertilizzante
Utilizzare la cenere come fertilizzante è senz'altro un ottimo modo per valorizzare un prodotto che altrimenti sarebbe da smaltire con costi economici e ambientali. Lo svantaggio principale è il suo elevato tenore salino che porta alla salinizzazione del suolo in tempi rapidi, se non corretta.
La composizione delle ceneri e la disponibilità dei nutrienti varia abbastanza a seconda della specie arborea da cui provengono, dell'età della pianta, dell'ambiente in cui è cresciuta e della parte utilizzata.
| Elemento       | Titolo   |
| -------------- | -------- |
| Azoto (N)      | 0        |
| Fosforo (P2O5) | 1,3 - 20 |
| Potassio (K2O) | 5 - 35   |
| Calcio (CaO)   | 18 - 45  |
| Magnesio (MgO) | 1,3 - 16 |

La cenere di legna possiede un'altissima quantità di potassio, mediamente 10-11% in K2O, dunque può essere valorizzata ulteriormente somministrandola prima della semina di piante con un alto fabbisogno di questo elemento, per esempio la patata. Contiene anche un buon titolo di fosforo (2-5% in P2O5) e una quantità piuttosto limitata di microelementi (ferro, rame, boro, ecc.). Ha reazione (pH) alcalina a causa della presenza massiccia di calcio, anche più del 40% in CaO.
Un dosaggio di 200 g/m2 = 2 t/ha è sufficiente per coprire i fabbisogni minerali di qualsiasi coltura, tranne i fabbisogni di azoto e di zolfo che, formando composti volatili, non sono presenti nelle ceneri. Per ottenere un concime minerale completo è sufficiente aggiungere 40-60 g/m2 di solfato ammonico. Va evitata, o mantenuta comunque sotto i 250 g/m2, la somministrazione di ceneri con reazione alcalina (pH>7) su tutti i terreni per non innalzare troppo il pH.
Si può effettuare la distribuzione al momento in cui si spargono i concimi organici, letame e compost maturi, ovvero prima delle lavorazioni di fondo (vangatura o aratura). Nel caso di piante arboree (frutteti, siepi, piante ornamentali), distribuire nell'area della proiezione della chioma, ove sono situate la maggior parte delle radici. La distribuzione può comunque essere effettuata anche con largo anticipo, dato che gli elementi presenti sono poco solubili e per niente volatili, dunque non si incorre in rischi di inquinamento o di riduzione delle proprietà fertilizzanti. Per esempio man mano che le ceneri vengono prodotte si possono distribuire sui terreni che si vangheranno a primavera.
Un'ottima idea è quella di utilizzare le ceneri nella produzione del compost o nel letame, alle dosi indicative di 3-4 kg/m3 di materiale. La cenere difatti assorbe l'umidità in eccesso, migliorando l'aerazione della massa in fermentazione; neutralizza l'acidità provocata dalle fermentazioni; i microrganismi possono utilizzare i minerali nel loro metabolismo, inserendoli così nella sostanza organica. I minerali organicati risultano così molto più biodisponibili per le piante. Sugli appezzamenti dove si distribuisce il compost arricchito di ceneri solitamente non si distribuiscono altre ceneri.
Evitare la somministrazione su piante acidofile che non amano il calcio, come azalee, rododendri, camelie, eriche, ortensie, orchidee, mirtilli.
La cenere utilizzata deve essere prodotta dalla combustione unicamente di legna vergine, dunque non deve aver subito alcun trattamento. La legna trattata con composti clorurati organici (plastiche, vernici, solventi, disinfettanti, ecc.) può difatti liberare diossine. Tra l'altro la legge vieta espressamente di bruciare nei generatori termici domestici (stufe, camini, caldaie) qualsiasi prodotto che non sia biomassa vergine; è vietata anche la combustione della carta, che rilascia molte sostanze tossiche nei fumi.
È possibile usare le ceneri del carbone di legna (carbonella) che presentano caratteristiche analoghe alla cenere di legna. Le ceneri di carbon fossile sono invece da smaltire in discarica, data la presenza, a volte elevata, di metalli indesiderabili (piombo, cromo, nichel, cadmio, alluminio, ecc.) e la presenza di elementi utili come boro e manganese in dosi eccessive per le piante e dunque fitotossiche.
La distribuzione di cenere nell'orto attorno alle piante, in strisce di 6-7 cm di larghezza e alte 2 cm, è molto efficace contro limacce e chiocciole, poiché si vanno a creare delle barriere insormontabili dai molluschi, innocue per gli animali superiori e per i bambini e ad impatto ambientale sicuramente inferiore che utilizzando lumachicidi. La cenere risulta efficace però solo fintanto che è asciutta, quindi in caso di pioggia o dopo un'irrigazione è necessario creare delle nuove barriere. C'è chi sparge cenere finemente setacciata su alcuni ortaggi (zucchini, sedano, insalata, patate, ecc.), poiché le sostanze polverulente creano problemi all'apparato respiratorio degli insetti e creano lacerazioni sulla cute con conseguente disidratazione e morte del parassita. È una tecnica insetticida nota sin dall'antichità e abbastanza efficace.
L'uso della cenere è consentito in agricoltura biologica (Reg. Cee 2092/91) se deriva da legname non trattato chimicamente dopo l'abbattimento, condizione comunque obbligatoria per qualunque tipo di agricoltura. Per ottenere un fertilizzante completo è necessario utilizzare prodotti ammessi dal regolamento, per esempio 200-300 g/m2 di letame essiccato o pollina, oppure 800-1200 g/m2 di letame o compost maturo anche se, come si è visto, è meglio aggiungere la cenere direttamente nella massa durante la fermentazione.

## La cenere di legna per produrre detersivo
La cenere di legna è utilizzabile per produrre detersivo per stoviglie e lenzuola e questo prodotto è denominato liscivia.
La produzione di liscivia è realizzata mediante il passaggio di acqua bollente attraverso la cenere opportunamente filtrata da un telo. In questo modo si dissolvono i carbonati di cui la cenere è ricca. In particolare, il carbonato di sodio e il carbonato di potassio hanno notevole effetto sgrassante.
In Italia l'utilizzo della liscivia è stato molto comune sino agli anni sessanta del Novecento, in particolare per la pulizia delle lenzuola (il bucato).

## Cenere vulcanica
Durante le eruzioni vulcaniche viene eruttata la cosiddetta cenere vulcanica: in realtà si tratta di spruzzi di lava vaporizzati dalle violentissime esplosioni e solidificati in aria a grandi altezze.